# سیارک ۵۴۸۲۰
سیارک ۵۴۸۲۰ (به انگلیسی: 54820 Svenders، نامگذاری:2001NV1) پنجاه و چهار هزار و هشتصد و بیستمین سیارک کشف شده‌است که در ۱۱ ژوئیه ۲۰۰۱ کشف شد.